# Joel Spiegelman
Joel Warren Spiegelman (* 23. Januar 1933 in Buffalo, New York; † 13. November 2023) war ein US-amerikanischer Komponist.

## Leben
Spiegelman studierte von 1949 bis 1953 an der Yale School of Music und der University of Buffalo, dann bis 1954 an der Longy School of Music in Cambridge/Massachusetts und bis 1956 und 1960–1961 bei Harold Shapero, Irving Fine und Arthur Victor Berger an der Brandeis University. 1956–1957 besuchte er das Conservatoire de Paris und nahm Privatunterricht bei Nadia Boulanger.
Er unterrichtete dann an der Longy School of Music (1961–1962) und der Brandeis University (1961–1966). An 1966 war er Direktor des Studio for Electronic Music and Sound Media am Lawrence College. 1970 gründete er das New York Electronic Ensemble, das er bis 1973 leitete. Von 1976 bis 1979 war er Dirigent des Russian Orchestra of the Americans. Daneben dirigierte er auch das Moskauer und das Sankt Petersburger Philharmonieorchester.
Spiegelman galt als profilierter Vertreter der musikalischen Avantgarde. Er verwendete in seinen Werken elektroakustische Instrumente und Kompositionstechniken der Moderne wie die Dodekaphonie und die Aleatorik. Er komponierte u. a. er ein Ballett für Tonband, eine Sinfonie für Sopran, Flöte, Kontrabass, Synthesizer und Tonband und Werke in kammermusikalischer Besetzung.
Er verfasste Artikel über russische und sowjetische Musik sowie über elektroakustische Komposition. Als Dirigent nahm er u. a. das sinfonische Gesamtwerk von Irving Fine, das Holocaust Requiem von Ronald Senator sowie die Romantische Sinfonie und das Violinkonzert von Carlo Giorgio Garofalo auf. Als Cembalist trat er mit einer Aufnahme von Johann Sebastian Bachs Goldbergvariationen sowie von Werken des russischen Komponisten Edison Denisov hervor.